# Muhura
Muhura (Kinyarwanda Umurenge wa Muhura) ist einer von 14 Sektoren im Distrikt Gatsibo in der Ostprovinz von Ruanda.

## Geographie
Muhura hat eine Fläche von 55,74 km² und liegt auf einer Höhe von etwa 1860 m. Der Sektor unterteilt sich in die fünf Zellen Bibare, Gakorokombe, Mamfu, Rumuli und Taba. Nachbarsektoren sind im Norden Kageyo, im Osten Remera, im Südosten Murambi, im Südwesten Gasange und im Westen Muko.

## Bevölkerung
Zur Volkszählung von 2022 betrug die Einwohnerzahl 33.325 Einwohner. Zehn Jahre zuvor waren es 29.568, was einem jährlichen Bevölkerungszuwachs von 1,2 Prozent zwischen 2012 und 2022 entspricht.

## Verkehr
Durch den Sektor verläuft eine District Road.